# NEC
NEC, mai corect NEC Corporation, este o companie japoneză importantă de electronice, IT și comunicații fondată în anul 1899.
Compania are 342 subsidiare în întreaga lume.
Număr de angajați în anul 2007: 154.786
Cifra de afaceri în anul 2007: 28 miliarde Euro